# Choroba Scheuermanna
Choroba Scheuermanna, także (bolesna) kifoza młodzieńcza (łac. kyphosis dorsalis iuvenilis) – choroba z grupy osteochodroz i jałowych martwic kości, najczęstsza przyczyna hiperkifozy u nastolatków.

## Etiopatogeneza
Etiologia choroby Scheuermanna nie jest do końca poznana. Prawdopodobnie jest wieloczynnikowa, znaczenie ma czynnik genetyczny, zaproponowano dziedziczenie autosomalne dominujące.
Patogeneza tej choroby także nie została opisana, proponowano jako przyczynę jałową martwicę jąder kostnienia (chociaż nie znaleziono zaburzeń krążenia w chorych kręgach), zmiany w dyskach kręgowych, osteoporozę kręgów lub zaburzenia wzrostu płytek granicznych.
W chorobie dochodzi do wpuklenia zawartości krążków międzykręgowych do trzonów kręgów – tworzą się guzki Schmorla. Występuje również nierówność płytek granicznych, zwężenia krążków, klinowate spłaszczenia trzonów, objaw Knutssona i oddzielanie się listwy brzeżnej.

## Epidemiologia
Choroba Scheuermanna występuje u od 0,4 do 8% populacji. Rozpoczyna się w wieku 13–16 lat, rzadko poniżej 10 roku życia. Początkowo zmiany występują w dolnym odcinku piersiowym i górnym lędźwiowym. Choroba pojawia się rodzinnie i może współistnieć z bocznymi skrzywieniami kręgosłupa.

## Objawy
Częstymi objawami choroby jest „sztywna” deformacja kifotyczna kręgosłupa (a co za tym idzie tworzenie się okrągłych pleców) i tępy ból w jej okolicy oraz uczucie zmęczenia. Ból w chorobie Scheuermanna występuje w ok. 20%, w przypadku obecności deformacji w odcinku lędźwiowym w 80%, wzmacnia się w trakcie wysiłku (np. przy długotrwałym staniu czy siedzeniu), a słabnie w spoczynku. Rzadko występują objawy neurologiczne pod postacią spastycznej paraparezy (paraplegii), mielopatii lub ucisku rdzenia kręgowego (na skutek wpuklania się krążków międzykręgowych), torbiele opony twardej i rdzenia kręgowego oraz choroba serca i płuc.
Chore dzieci najczęściej trafiają do lekarza z powodu nieprawidłowej postawy. U pacjentów z chorobą Scheuermanna częściej występują kręgozmyki czy spondyloliza, w pewnym badaniu te zmiany były obecne u 32% badanych.
Deformacja może być zlokalizowana w odcinku piersiowym (najczęściej, postać klasyczna), piersiowo-lędźwiowym bądź lędźwiowym kręgosłupa (postać atypowa).

## Postępowanie i leczenie

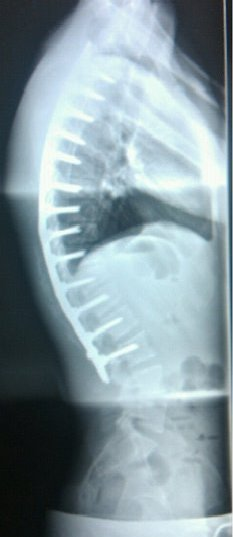
Zdjęcie rentgenowskie 22-letniego pacjenta z leczoną operacyjnie nadmierną kifozą w chorobie Scheuermanna.

Postępowanie w chorobie Scheuermanna jest kontrowersyjne. W łagodnej hiperkifozie leczenie polega na odpoczynku, ćwiczeniach wzmacniających mięśnie przykręgosłupowe i terapii fizykalnej, unikaniu pozycji wywołujących ból, stosowaniu leków przeciwbólowych, aparatów ortopedycznych i badaniach lekarskich do czasu zakończenia kostnienia szkieletu. W przypadkach silnego bólu lub znaczącego defektu kosmetycznego potrzebny może się okazać zabieg chirurgiczny (łączenie kręgów, ustabilizowanie kręgosłupa), a przy uciśnięciu rdzenia kręgowego jego dekompresja.